# Maskaur
Maskaur is een gehucht binnen de Zweedse gemeente Arjeplog. Het kleine dorp ligt aan het Maskaure. Maskaur is echter ook de aanduiding van een zogenaamd Sameby (dorp voor Saami). Dergelijke aanduidingen golden niet alleen voor het dorp zelf, maar ook voor de omgeving rond het dorp, waar de Saami de vrijheid hadden hun rendieren te hoeden en zich te voorzien van levensonderhoud. Maskaur had in 1968 een oppervlakte van 1326 km². Men maakte in deze omgeving onderscheid tussen bergsaami en bossaami. Aangezien er rond Maskaur uitgestrekte bossen zijn, behoorde Maskaur aan de bossaami; de algemene spraak was Ume-Samisch. Het gebied werd later opgedeeld.
Bestuurscentrum: Arjeplog (tätort)
Småort: Laisvall · Slagnäs
Overig: Adolfström · Gautosjö · Hällbacken · Jäkkvik · Kasker · Kurrokvejk · Laisvall by · Luokta-Mavas · Maskaur · Mellanström · Miekak · Örnvik · Racksund · Semisjaur-Njarg · Ståkke · Svaipa · Tjärnberg · Västra Kikkejaur